# 李文甫 (1892年)
李文甫（1892年—1911年），字炽，男，广东东莞人，中国革命家，中国同盟会会员，黄花岗起义七十二烈士之一。